# Castell de Navata
Castell de Navata és un castell del municipi de Navata (Alt Empordà) declarat bé cultural d'interès nacional.

## Descripció
Les ruïnes del castell de Navata se situen a uns dos quilòmetres al sud-oest de la vila. Es trobava en un planell que ocupava en la seva totalitat. El seu recinte murat era de planta quadrangular, i el llenç que es conserva millor és el de ponent. En l'angle sud-oest s'alça una torre cilíndrica, lleugerament atalusasada a la seva base. Es conserva en uns deu metres d'altura. El seu mur és de gran amplada. A l'interior s'hi pot veure una volta semiesfèrica de petites pedresque formen filades circualrs concèntriques. En el parament s'observa que la torre ha estat objecte d'algunes reformes. Més ben conservat és l'aparell del llenç de muralla de ponent que s'afegeix a la torre. És de còdols escapçats de manera que tendeixen a formar filades seguides, hi ha espitlleres rectangulars i, a la part superior, restes dels merlets. En el tram de llevant del recinte els murs són gairebé del tot enderrocats, només alguns fragments sobresurten molt poc del sòl. Els valls, força ben conservats, assenyalen el traçat de la fortificació.
La capella del castell de Navata (Sant Joan de Navata) ocupava l'angle nord-oest del recinte. Es tracta d'una petita construcció de planta rectangular, emplaçada en la base d'una torre angular de la muralla. es troba en estat ruïnós, però bona part dels seus elemenmts arquitectònics resten dempeus. Del frontis no en resta pràcticament res, els murs laterals presenten un parament de còdols escapçats molt semblant la del llenç oocidental del recinte murat: en canvi tot l'interior es va construí amb carreus molt més grans de pedra arenosa perfectament escairats. La volta és apuntada i seguida, hi ha dues finestres d'un sol biaix. En el mur de llevant hi ha un ull de bou. En els murs d ellevant i de migdia s'obren tres espitlleres rectangulars.

## Història
Entre 1072 i 1093 Bernat Adalbert prestà homenatge al bisbe Berenguer pel castell i l'església de Navata.
El 1190 el rei Alfons donà en feu la vila de Peralada a Bernat de Navata i la seva muller Ermessenda.
El 1249 Ermessenda, filla d'Arnau de Navata, es casa amb Dalmau Rocabertí, fill de Jofre. Així fou com la baronia de Navata passà a mans de la família vescomtal.
El 1390 les companyies d'armanyaguesos que havien envaït el país, perderen molta gent en l'anomenada "batalla de Navata".
El 1968 Navata era cap d'una batllia que incloïa els llocs d'Ordis, Espinavessa i la Palma; continuava en possessió dels Rocabertí.